# Alpha Scuti
Désignations
Alpha Scuti (α Sct / α Scuti) est l'étoile la plus brillante de la constellation de l'Écu de Sobieski. Sa magnitude apparente est de 3,85. D'après la mesure de sa parallaxe annuelle par le satellite Hipparcos, elle est située à environ ∼ 199 a.l. (∼ 61 pc) de la Terre. Elle s'éloigne du Système solaire à une vitesse radiale de +36,5 km/s.

## Description
Alpha Scuti est une géante orange évoluée de type spectral K3III. Son rayon est 22 fois plus grand que le rayon solaire, elle est 151 fois plus lumineuse que le Soleil et sa température de surface est de 4 217 K. C'est une étoile variable suspectée dont la magnitude apparente a été observée varier entre 3,81 et 3,87.

## Désignations
α Scuti était auparavant connue en tant que 1 Aquilae. En effet, John Flamsteed ne reconnaissait pas l'Écu comme une constellation à part entière et inclut plusieurs de ses étoiles dans la constellation de l'Aigle. La désignation « α Scuti » fut attribuée à l'étoile non pas par Bayer (qui vécut avant qu'Hevelius ne crée la constellation) mais ultérieurement par Benjamin Gould en 1879,.